# Holanda (topónimo)
La nación europea occidental de los Países Bajos suele conocerse común e informalmente en español como Holanda; no obstante, esta es una denominación técnicamente imprecisa y por lo tanto impropia. El Diccionario panhispánico de dudas reconoce como frecuente y admisible su uso para designar a todo el país, aunque no en documentos oficiales. Lo mismo sucede en otros idiomas indoeuropeos como el inglés, el francés y el portugués, en los que se prefieren las respectivas denominaciones Holland, Hollande y Holanda a Netherlands, Pays-Bas y Países Baixos.
La entrada Holland de la guía de estilo de los periódicos británicos The Guardian y The Observer afirma:

“No usarla cuando quiere(s) decir ‘Países Bajos’ (de los cuales es una región), con la excepción del equipo de fútbol holandés, quienes son convencionalmente conocidos como Holanda”.

Sin embargo, la FIFA no contempla el uso de Holanda sino que se refiere a esta selección de fútbol por su nombre real, que es Países Bajos, con lo cual desmiente lo que esos dos periódicos británicos afirman.
Holanda es solo una de las regiones que conforman los Países Bajos, de cuya superficie abarca un 16,24 % de su superficie total y de cuya población, al 1 de enero de 2011, representaba un 37,34 %. Se encuentra dividida entre las provincias de Holanda del Norte o Septentrional (Noord-Holland) y Holanda del Sur o Meridional (Zuid-Holland).
El 5 de octubre de 2019 los Países Bajos iniciaron una campaña para concienciar al mundo acerca de su nombre oficial y promover el uso de este topónimo frente a Holanda y el 1 de enero de 2020 el topónimo Países Bajos sustituyó a Holanda en diferentes ámbitos, como el turístico, y fue adoptado por ministerios, embajadas, universidades, colegios y municipios.

## Países Bajos
En neerlandés el nombre del país es Nederland (algo así como «tierra baja» o «territorio bajo»). El uso de la denominación en plural tiene su origen en histórica República de las Siete Provincias Unidas de los Países Bajos, que existió entre 1581 y 1795.
El idioma oficial del país es el neerlandés, conocido popularmente como «holandés». En realidad, el holandés es un dialecto del neerlandés.
El gentilicio del país es neerlandés y popularmente también se usa el término «holandés», pero es incorrecto: todos los holandeses son neerlandeses, pero no todos los neerlandeses son holandeses.
La motivación onomástica es evidente, pues "Países Bajos" remite a la situación topográfica de la zona en que se encuentra, formada por pantanos y planicies, en su mayoría a pocos metros sobre el nivel del mar.

## Holanda

Ubicación relativa de las provincias de Holanda del Norte y de Holanda del Sur dentro del territorio de los Países Bajos.

El topónimo Holanda suele usarse comúnmente como sinónimo de los Países Bajos como un todo, aunque técnicamente sólo hace estricta referencia a dos de las doce provincias neerlandesas, situadas en la región centro-oeste de aquella nación europea. Históricamente, Holanda fue la más poderosa región de los Países Bajos, lo que explicaría de cierta forma el empleo de la figura retórica conocida por la frase latina pars pro toto («la parte por el todo»).
También suelen usar la denominación Holanda en detrimento de Países Bajos los propios neerlandeses (único gentilicio técnicamente apropiado para referirse a los habitantes de dicha nación), principalmente para referirse a su selección nacional de fútbol.
En algunas provincias del país, especialmente en las provincias de Frisia y de Limburgo, el gentilicio holandés se usa en sentido peyorativo para referirse a los supuestamente arrogantes habitantes de Holanda.[cita requerida] En general, los habitantes de otras provincias neerlandesas no aprecian ser llamados «holandeses».[cita requerida]
Confusiones análogas a la existente entre Holanda (la parte) y los Países Bajos (el todo) también se dan respecto de otros estados históricos o actuales, como por ejemplo en el caso del impropio uso de «Inglaterra» para referirse a todo el Reino Unido o «Rusia» para referirse a toda la Unión Soviética.
La etimología del topónimo Holanda no es del todo clara, pero lo más probable es que provenga del término neerlandés holt (que significa «bosque» o «selva») y la conocida partícula germánica land (que quiere decir «país», «territorio» o «tierra»), por lo que Holanda sería literalmente «país de los bosques».